# Фассоне

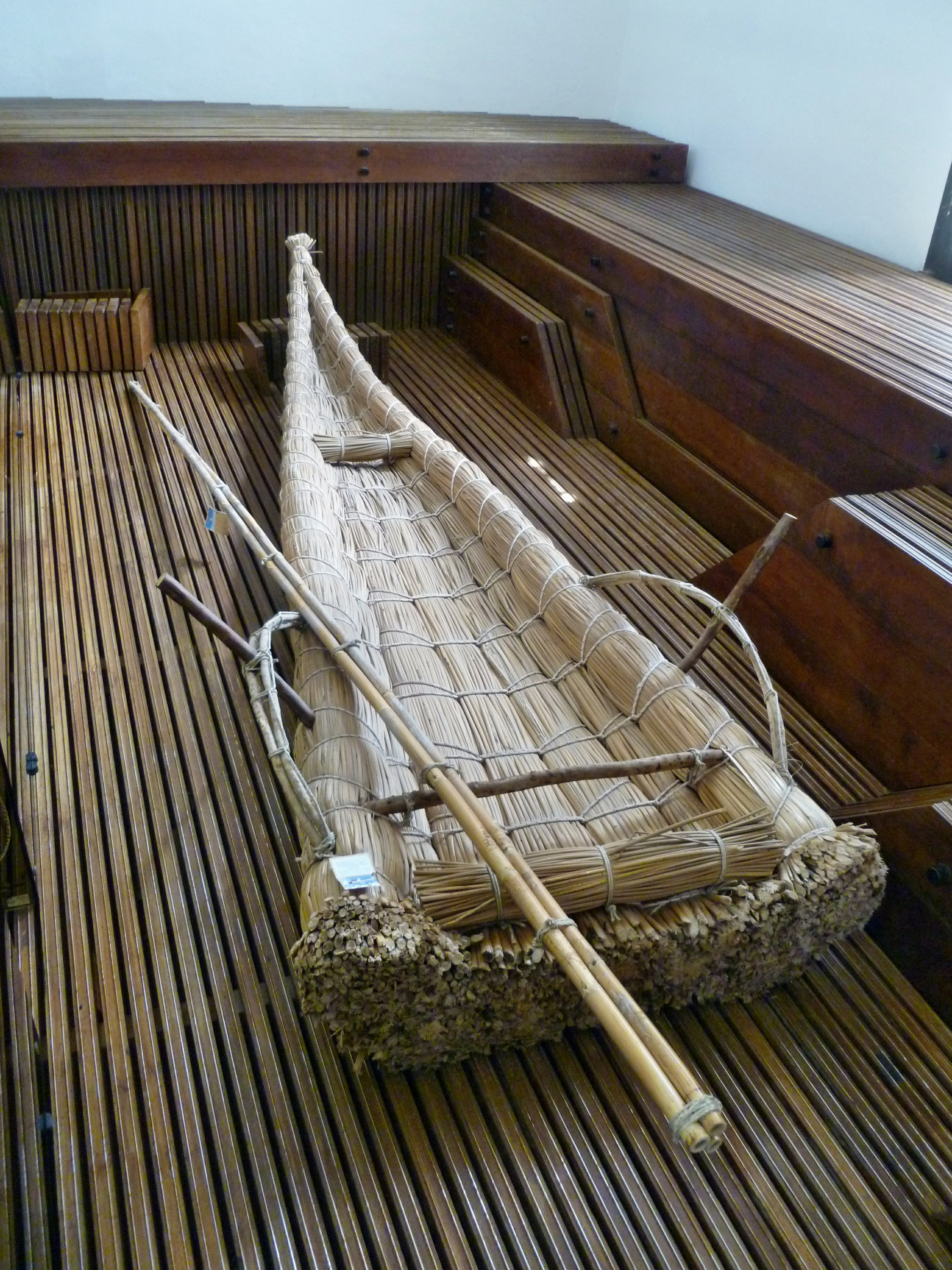
Фассоне в експозиції замку Доріа в Кастельсардо, Сардинія, Італія

Фассоне (італ. fassone) — очеретяний човен завдовжки 2,5-4 метри, який дотепер використовується місцевим населенням навколо озера Кабрас у провінції Ористано на італійському острові Сардинія.

## Природні умови
Сардинія, другий після Сицилії за величиною острів Середземного моря, має різноманітний рельєф, зокрема великі водно-болотні угіддя на західному узбережжі навколо затоки Орістано та на південному узбережжі навколо Кальярі. Скелясте і переважно рівне західне узбережжя острова має кілька півостровів і бухт, що ведуть до родючих внутрішніх рівнин, таких як рівнина Кампідано, що простягається від Орістано на північному заході до Капьярі на південному сході.
На північний захід від міста Орістано знаходиться озеро Кабрас, затиснуте між внутрішніми землями на сході, півостровом Сініс на заході та затокою Орістано на півдні. На цьому озері росте велика кількість очерету у величезній заболоченій місцевості, відомій як «болота Ористано», яка багата рибою та дичиною. Місцеві жителі пристосували свій образ життя до навколишнього середовища. Наявність очерету, з якого будувались човни та житла, було важливим для них протягом багатьох століть.

## Фассоне
Місцевий традиційний очеретяний човен фассоне, який в XXI столітті все ще використовується навколо озера Кабрас у провінції Ористано, виготовляється місцевими майстрами. Для будівництва човна відбирають найдовші та найтовстіші стебла очерету та зв'язують їх у в'язанки різної товщини. На виготовлення фассоне різних моделей йде від 3 до 5 в'язанок очерету. В середньому фассоне мають довжину від 2,6 до 4 метрів і ширину до 1 метра. 

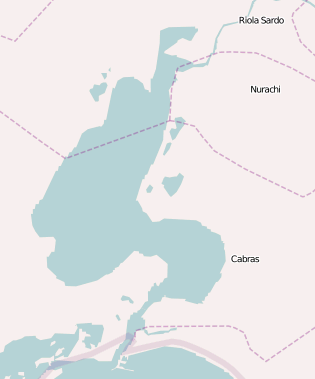
Мапа оточеного болотами озера Кабрас на заході Сардинії в провінції Ористано

Існують чотири основні типи очеретяних човнів фассоне, які на Сардинії також називають fassoni, ciu an, schilf, siu, vasni та vassoni. Перший, найпростіший — у вигляді плота з 3-х великих з'єднаних між собою зв'язок очерету; другий — човен із вигнутим вверх носом, що зроблений також з 3-х зв'язок; третій — пліт із загостреним носом з 4-5 зв'язок: і четвертий — човен, що складається з 3-х зв'язок, які формують днище човна та кількох менших зв'язок, що формують його борти. Два останні варіанти фассоне  — найдосконаліші форми цього човна, що дійшли до наших часів. Зовнішній вигляд цих двох типів фассоне нагадує звичайний дерев'яний човен з загостреною носовою частиною, високими бортами та зрізаною пласкою кормою.
У досконалому варіанті фассоне, днище човна формується з трьох або чотирьох великих в'язок очерету, але є також варіант з двома великими в'язками і однією меншою, яка кріпиться під днищем човна в як кіль. До великих вязанок, що формують днище човна, по краях мотузками прив' язуються кілька більш дрібних і довгих джгутів, які кладуться один на інший і формують «борти» човна. Інші вважали за краще єдиний варіант, при якому зверху нижньої секції розташовувався тільки один шар грон. Є навіть фассоне, які мають такий же профіль на форштевень з додатковою обв'язкою, як на норвезькій дерев'яному човні.
Конструкція фассоне дозволяє веслувати на ньому не дворучними дволопасними веслами, а звичайними однолопасними, які фіксуються у винесених на дерев'яних жердинах кочетах. Для зручності та захисту від вологи, фассоньєрі (так називають веслярів, що управляють фассоне) може сидіти на окремій невеличкій в'язанці чи купці очерету, що розміщується посередині човна. На мілководних ділянках озера Кабрас або водно-болотних угіддях навколо цього озера фассоньєрі могли управляти човном за допомогою довгої жердини. .
Строк експлуатації новозбудованого човна фассоне складає біля трьох місяців. Після цього, через гниття очерету човен приходить в неробочий стан і його викидають, щоб збудувати новий.
У давні часи великі фассоне довжиною шість метрів використовувалися як невеликі пороми, які могли перевозити на борту до восьми осіб.